# Pobočné tábory KL Mauthausen-Gusen

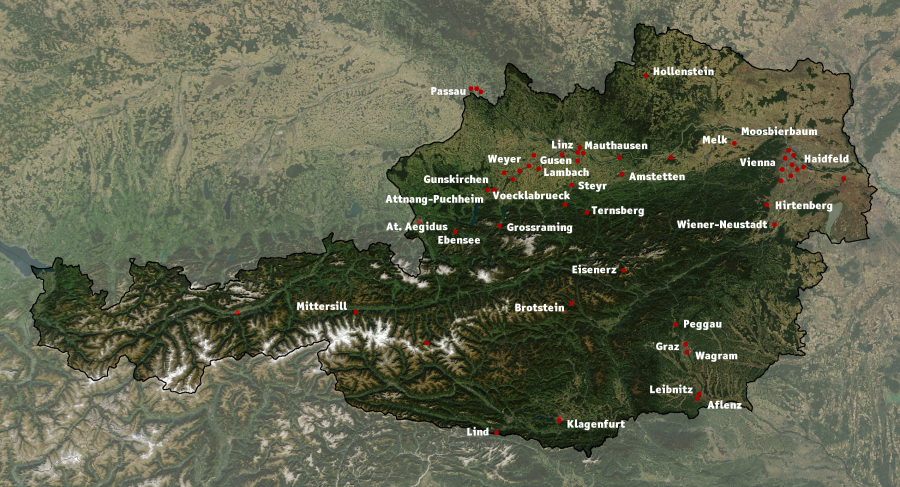
Mapa s vyznačením nejvýznamnějších pobočných táborů Mauthausen-Gusenu

Toto je seznam pobočných táborů KT Mauthausen-Gusen. Tento seznam není úplný, neboť v různých obdobích existovalo vícero pobočných táborů. Navíc byla otrocká práce vězňů využívána v mnoha podnicích a farmách, které měly vlastní vězně.

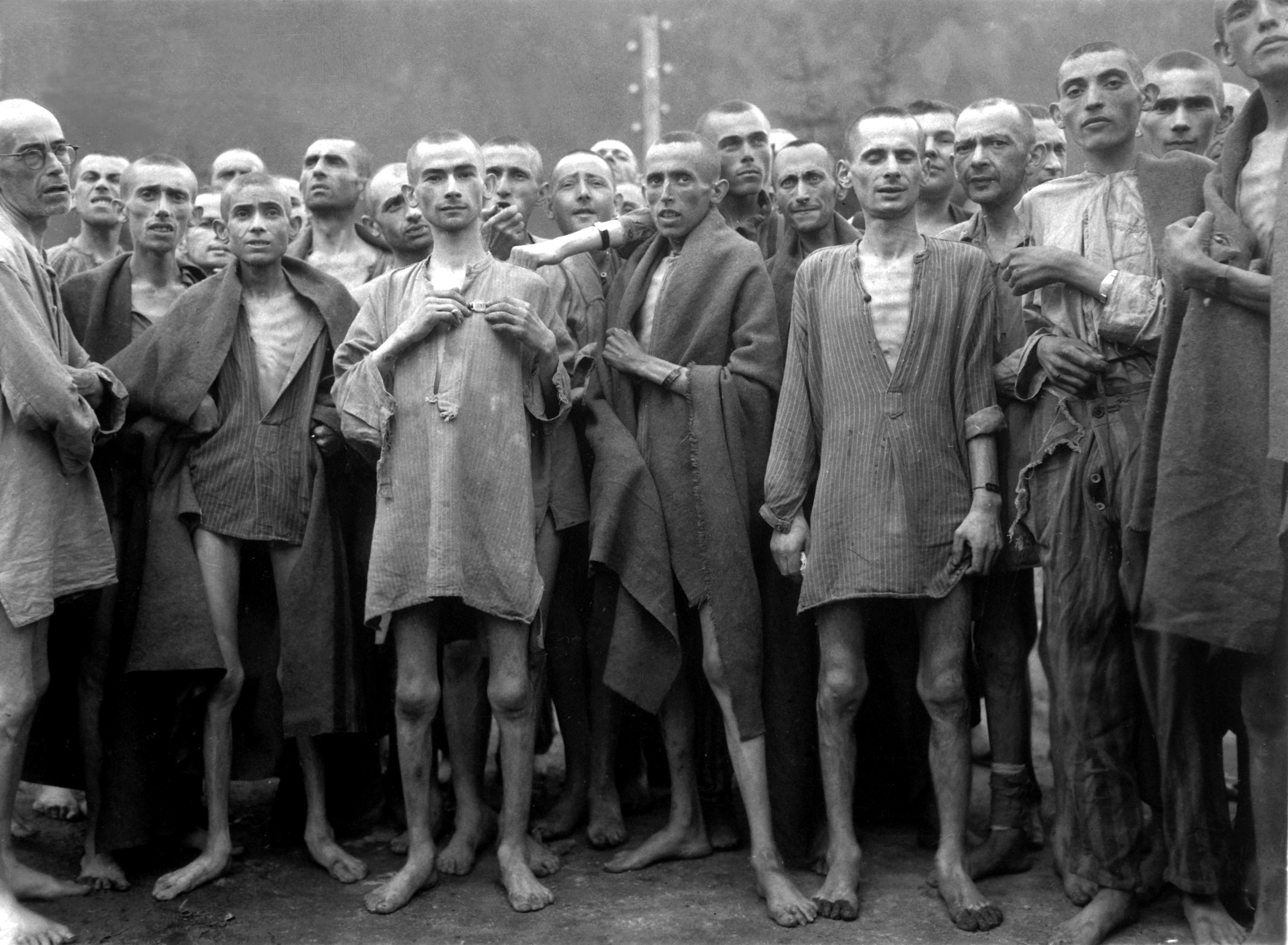
Vězni v Ebensee

## Seznam
1. Aflenz,
2. Amstetten
  - Frauenlager
  - Männerlager
3. Attnang-Puchheim,
4. Bachmanning,
5. Bretstein,
6. Dippoldsau,
7. Ebelsberg,
8. Ebensee,
9. Eisenerz,
10. Enns,
11. Ennsdorf,
12. Floridsdorf,
13. Graz,
14. Grein,
15. Großraming,
16. Gunskirchen,
  - Waldwerke I
  - Sammellager
17. Gusen,
  - Gusen I,
  - Gusen II (St. Georgen),
  - Gusen III (Lungitz),
18. Haidfeld,
19. Schloß Hartheim,
20. Hinterbrühl,
21. Hirtenberg,
22. Hollenstein,
23. Jedlsee,
24. Klagenfurt,
25. Lambach,
26. Schloß Lannach,
27. Leibnitz,
28. Lenzing,
29. Schloß Lind,
30. Lindau,
31. Linec,
  - Aufräumungskommando
  - Linec I
  - Linec II
  - Linec III
32. Loibl-Paß
  - Nord
  - Süd
33. Maria-Lanzendorf,
34. Mauthausen
  - hlavní tábor
  - tábor sovětských zajatců Mauthausen
  - Zeltlager Mauthausen (stanový tábor)
  - loď - Donauhafen Mauthausen
35. Melk,
36. Mistelbach an der Zaya,
37. Schloß Mittersill (Zell am See),
38. Moosbierbaum,
39. Pasov,
  - Pasov I (Oberilzmühle)
  - Pasov II (Waldwerke Passau-Ilzstadt)
  - Pasov III (Jandelsbrunn)
40. Peggau,
41. Perg (Arbeitseinsatzstelle),
42. Rheydt,
43. Ried,
44. Schlier-Redl-Zipf (Frankenburg am Hausruck),
45. Schönbrunn,
46. Schwechat,
47. Steyr,
48. St. Aegyd am Neuwalde,
49. St. Lambrecht,
  - Frauenlager
  - Männerlager
50. St. Valentin,
51. Steyr-Münichholz
52. Ternberg,
53. Vöcklabruck,
  - Vöcklabruck I
  - Vöcklabruck II
54. Vöcklamarkt (Schlier Redl-Zipf),
55. Wagram,
56. Wels,
  - Wels I
  - Wels II
57. Weyer,
58. Vídeň, 
  - AFA-Werke
  - Vídeň-Floridsdorf
  - Vídeň-Floridsdorf II (Schwechat II)
  - Vídeň-Floridsdorf III (Schwechat III)
  - Vídeň-Heidfeld (Schwechat I)
  - Vídeň-Hinterbrühl (Arbeitslager Haidfeld)
  - Vídeň-Hinterbrühl (See Grotte)
  - Vídeň-Jedlesee
  - Vídeň-Maria-Lanzendorf
  - Vídeň-Mödling
  - Vídeň-Schönbrunn (Kraftfahrtechnische Lehranstalt)
  - Vídeň-Schwechat ("Santa")
  - Vídeň-západ (Saurerwerke)
59. Wiener Neudorf,
60. Wiener Neustadt
  - Rax-Werk GmbH (otevřený dvakrát)